# Station Hengelo

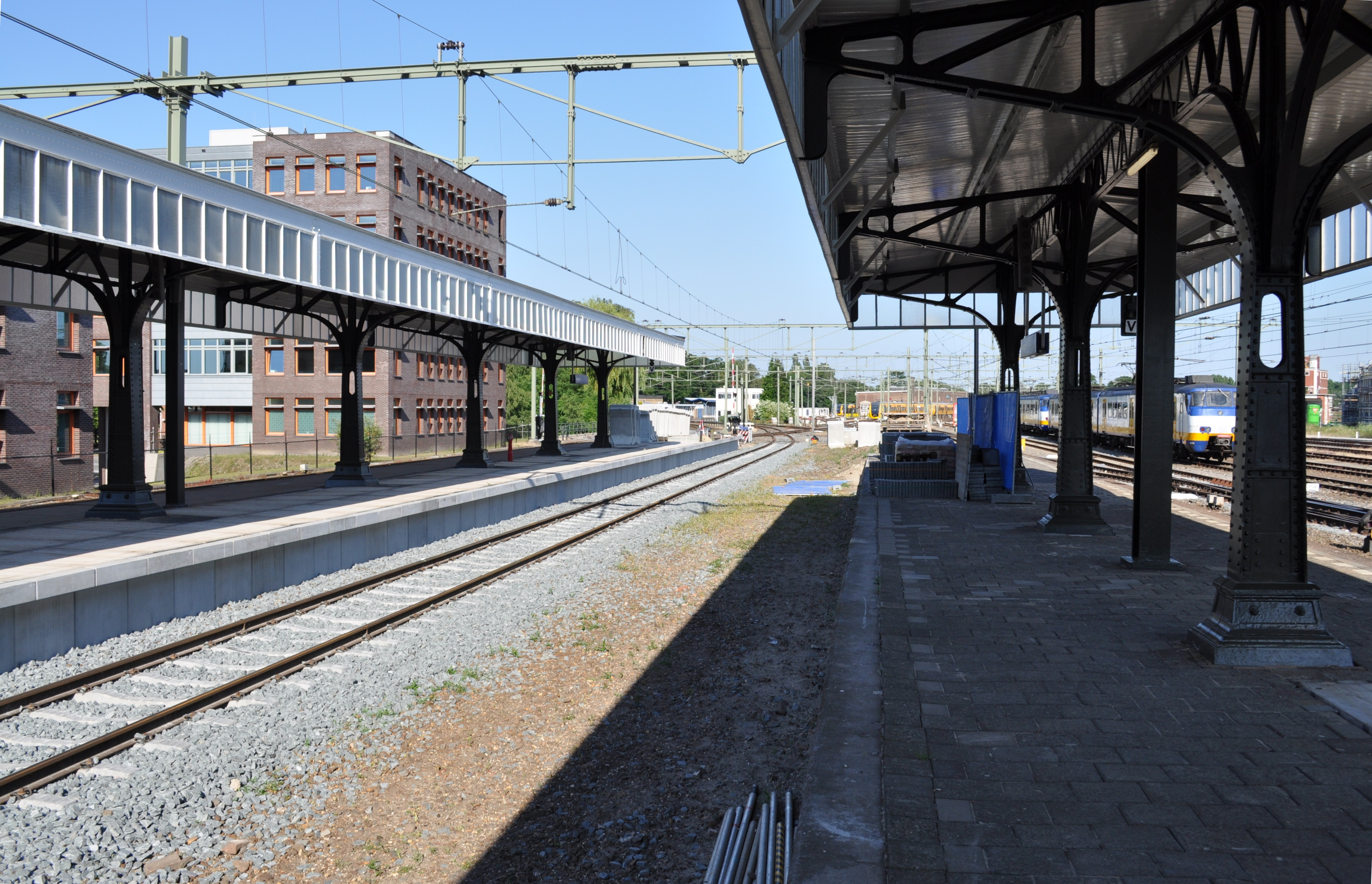
Zakspoor

Station Hengelo is een Nederlands station dat werd geopend op 18 oktober 1865.
Het ligt in het centrum van de Twentse stad Hengelo, aan de spoorlijnen Zutphen - Enschede (Staatslijn D) en  Almelo - Salzbergen. Er stoppen treinen in de richting van Oldenzaal, Enschede, Zwolle, Den Haag en Zutphen. Verder stoppen er internationale treinen naar Amsterdam, Bielefeld en Berlijn.

## Geschiedenis

### Eerste station 1866-1898
Het eerste stationsgebouw in Hengelo was een noodgebouw. In 1866 kwam een nieuw station gereed. Bij het Staatsspoor (SS) deelde men de stations in klassen in en Hengelo kreeg een station SS type 3e klasse. Dit gebouw deed dienst tot 1898, toen het door een tijdelijk station werd vervangen.

### Tweede station 1899-1944
Hengelo groeide snel aan het einde van de negentiende eeuw en ook de bedrijvigheid nam toe. Omdat de spoorbomen erg vaak gesloten waren, werd er een loopbrug over het spoor gebouwd, maar voor het rijdende verkeer was dit geen oplossing.
In 1899 werd dan eindelijk de machtiging door Den Haag gegeven om een nieuw station te bouwen. De kosten voor het gebouw en de ophoging van het emplacement en alle kunstwerken zoals tunnels werden toen op f 2.300.000 geraamd. Het zand voor de ophoging van het emplacement en de spoorlijnen werd in Driene afgegraven en zo ontstond het waardevolle natuurgebied Landgoed Lonnekermeer. Het stationsgebouw werd door ir. G.W. van Heukelom (1870-1952) ontworpen. In 1900 werd tevens de stationsoverkapping gebouwd. Deze overkapping, die enkele jaren geleden geheel is gerestaureerd, is een voorbeeld van een constructie uit gietijzer.

### Derde station, sinds 1951
Het station, dat ongeveer ter hoogte van de Beursstraat stond, werd in oktober 1944 bij het verwoestende bombardement op Hengelo zwaar beschadigd. De bovenverdieping was grotendeels vernield en herbouw zou veel geld hebben gekost. De Nederlandse Spoorwegen namen het besluit om het te slopen en door een nieuw gebouw te vervangen. Dit gebouw werd een stuk westelijker gebouwd in de stijl van de jaren vijftig. In 1951 kwam het nieuwe station gereed. Voor het gebouw tekende H.G.J. Schelling (1888-1978). Gelijksoortige stations van zijn hand zijn indertijd gebouwd in Enschede, Zutphen, Leiden en Arnhem. De gebouwen werden allemaal uitgevoerd in een constructie van gewapend beton, opgevuld met verschillende soorten van prefab betonnen elementen.
Ten zuiden van het oude station bevond zich het station Hengelo GOLS van de Geldersch-Overijsselsche Lokaalspoorweg-Maatschappij die de spoorlijn (Doetinchem / Winterswijk) - Boekelo - Hengelo exploiteerde.
Vanaf station Hengelo vertrok tot 2006 de chloortrein naar AKZO. Deze trein is opgeheven sinds Akzo de werkzaamheden heeft verplaatst naar Delfzijl. De verbinding met het AKZO-raccordement is inmiddels opgebroken.

## Voorzieningen
- AH to go (stationshal)
- Subway (stationshal)
- Döner Company (stationshal)
- GWK Travelex (stationshal)
- Kiosk (perron)
- Loketten (stationshal)

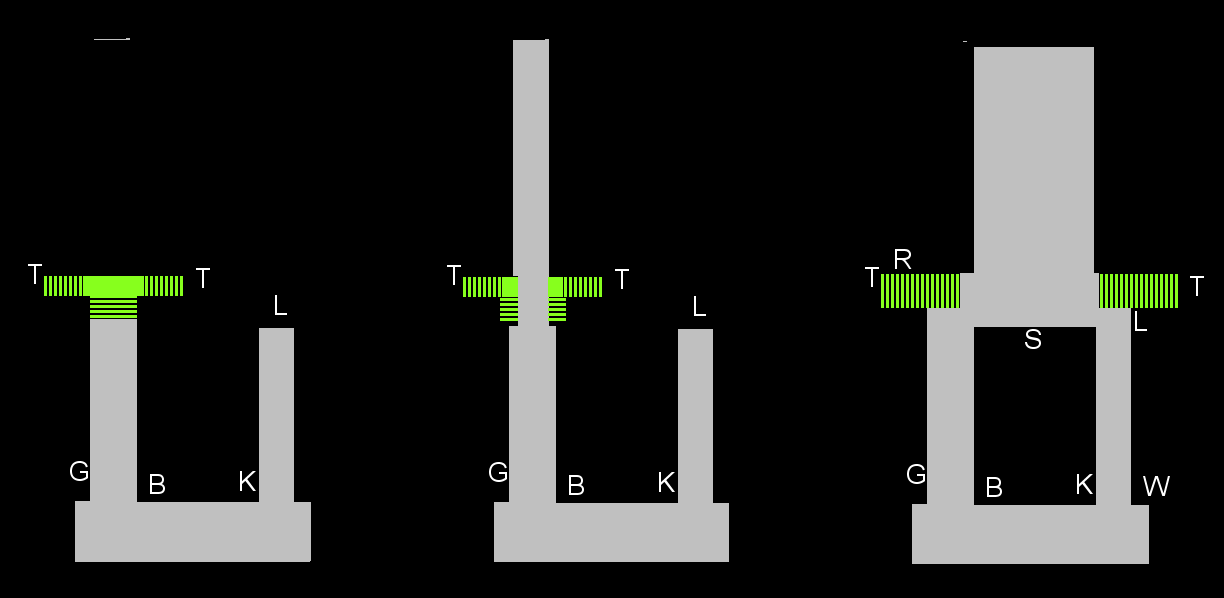
De tunnel van station Hengelo. Links 1951, Midden 1990, Rechts 2010
K: loketten
G: Bank GWK
T: Trap naar perron
R: Roltrap
L: Lift
S: Snackbar
B: Boekwinkel
W: Albert Heijn

- Fietsenstalling + huur OV-fietsen (kelder)
- Openbaar toilet (perron)

## Renovatie
In 2010 werd de overkapping van de perrons uit 1899, die sinds 1999 is opgenomen in het register van rijksmonumenten, vernieuwd. De voetgangerspassage werd verbreed door samenvoeging met de goederentunnel. Er kwamen een roltrap, bredere trappen naar de perrons en een nieuwe lift. Het stationsgebied werd ingericht als schakel tussen de binnenstad en het gebied 'Hart van Zuid'. In 2016 kwam er een nieuwe fietsenstalling met een capaciteit van 2000 rijwielen.

## Sporen
Het station van Hengelo heeft een eilandperron met drie perronsporen. Spoor 2 en 3 zijn opgedeeld in twee delen (a en b). Spoor 2 ligt aan de kant van het centrum (Stationsplein, noordzijde). Hier vertrekken de treinen naar Almelo (2b of 2) en Zutphen (2a). Spoor 3 ligt aan de zuidzijde van het perron. Hier vertrekken treinen naar Enschede (3a of 3), de doorgaande stoptreinen van Zutphen naar Oldenzaal (3b) en de internationale sneltreinen.
Het derde perronspoor is zakspoor 11, aan de oostzijde van het perron. Dit spoor is via een vaste kruising verbonden met de spoorlijn naar Oldenzaal, een treinverbinding van spoor 11 naar Enschede is dus niet mogelijk.
Spoor 11 werd gebruikt voor de trein naar Oldenzaal en later naar Bad Bentheim. De treinverbinding naar Bad Bentheim was een proef die duurde tot december 2013. Voordien, voordat de Blauwnetdienst Zutphen - Oldenzaal v.v. werd ingesteld, vertrok hier de trein Hengelo - Oldenzaal. Ook wordt het spoor elk jaar gebruikt voor de carnavalstrein naar Oldenzaal. Sinds 26 februari 2018 exploiteert Keolis Deutschland onder de naam eurobahn tweesysteems FLIRTtreinen, die op 1500 V gelijkspanning en op 15 kV wisselspanning kunnen rijden, naar Bielefeld.
Station Hengelo heeft een rangeerterrein aan de oostzijde. Het rangeerterrein is grotendeels geëlektrificeerd. Er zijn werkplaatsen waar dieseltreinen (blauwnet Lint) onderhouden worden en een aparte werkplaats waar de blauwnet-FLIRT-treinen worden onderhouden. Het station heeft een tankplaats.

## Treinverbindingen
In de dienstregeling 2025 wordt het station bediend door de volgende treinseries:
| Serie         | Treinsoort                                    | Route | Bijzonderheden |
| ------------- | --------------------------------------------- | --- | --- |
| 140/240 IC 77 | Intercity (NS International / DB Fernverkehr) | Amsterdam Centraal – Hilversum – Amersfoort Centraal – Apeldoorn – Deventer – Hengelo – Bad Bentheim – Rheine – Osnabrück Hbf – Bünde (Westf) – Hannover Hbf – Berlin-Spandau – Berlin Hbf – Berlin Ostbahnhof | Stopt niet in Almelo. Rijdt elke twee uur.                                                                                                  |
| 1700          | Intercity (NS)                                | Den Haag Centraal – Gouda – Utrecht Centraal – Amersfoort Centraal – Apeldoorn – Deventer – Almelo – Hengelo – Enschede                                                                                        | Rijdt na 20:00 uur tussen Enschede en Utrecht Centraal en rijdt dan vanaf Utrecht Centraal door als Intercity 2800 naar Rotterdam Centraal. |
| 7000          | Sprinter (NS)                                 | Apeldoorn – Deventer – Almelo – Hengelo – Enschede | Rijdt in de spits van/naar Enschede |
| 7900 RS 23    | Sprinter (Keolis)                             | Zwolle – Almelo – Hengelo – Enschede | Onderdeel van Blauwnet |
| 17900 IC 23   | Intercity (Keolis)                            | Zwolle – Almelo – Hengelo – Enschede | Onderdeel van Blauwnet. Rijdt alleen op werkdagen overdag en 1x per uur.                                                                    |
| 20350 RB 61   | Stoptrein/Regionalbahn (Keolis)               | Hengelo – Bad Bentheim – Rheine – Osnabrück Hbf – Bünde(Westf) – Bielefeld Hbf | Wiehengebirgsbahn |
| 31200 RS 24   | Stoptrein (Arriva)                            | Zutphen – Hengelo – Oldenzaal | Onderdeel van Blauwnet. |

Al deze treinen rijden overdag op werkdagen minimaal eenmaal per uur, met uitzondering van de internationale intercity naar Berlijn, die zeven maal per dag rijdt (rond de oneven uren) en treinserie 7000, die alleen in de spits rijdt. Bij thuiswedstrijden van FC Twente rijden er daarnaast extra supporterstreinen tussen Rijssen en Enschede.
Vanaf 12 december 2010 reed er voor een proef van drie jaar een stoptrein tussen Hengelo, Oldenzaal en Bad Bentheim. Deze trein reed een keer per uur. In Hengelo werd daarvoor na 7 jaar het zakspoor weer voor regulier reizigersvervoer gebruikt. De trein werd geëxploiteerd door Syntus maar reed onafhankelijk van de Syntusdienst Zutphen - Hengelo - Oldenzaal. De treindienst werd op 8 december 2013 opgeheven.
Op 26 februari 2018 werd een grensoverschrijdende treinverbinding in gebruik genomen naar Bielefeld. Deze verbinding wordt gefinancierd door de Rijksoverheid, Regio Twente, Provinciale Staten en de Duitse Zweckverband Nahverkehr Westfalen-Lippe en Landesnahverkehrsgesellschaft Niedersachsen. Deze stoptrein rijdt elk uur en wordt geëxploiteerd door Keolis onder de merknaam Eurobahn.
De laatste Intercity uit de 1700-serie (richting Den Haag Centraal) rijdt in de late avond niet verder dan Utrecht Centraal.

## Busverbindingen
Aan de noordzijde van het station is het busstation. Hier stoppen de stads- en streekbussen van Arriva. Het busstation bestaat sinds 2012 uit 4 busplatforms. Bij de hoofdingang van het station staat een informatiebord met een kaart en vertrektijden van de bussen. Het station van Hengelo ligt in zone 4511 en/of 4512 (centrumzone).

### Stadsbussen
| Lijn | Route                                                                                        | Bijzonderheden                |
| ---- | -------------------------------------------------------------------------------------------- | ----------------------------- |
| 9    | Centraal Station – Universiteit Twente – Enschede Station                                    |                               |
| 10   | Centraal Station – Berflo Es – Veldwijk – De Waarbeek – Twentekanaal Zuid – Centraal Station | Rijdt niet 's avonds na 20:00 |
| 11   | Centraal Station – Centrum – Klein Driene – Hasseler Es                                      |                               |
| 12   | Centraal Station – De Grundel – Groot Driene                                                 |                               |
| 13   | Centraal Station – Hengelose Es – Vossenbelt – Het Broek – Hasseler Es                       |                               |
| 14   | Centraal Station → Wilderinkshoek → Ziekenhuisgroep Twente → Woolder Es → Centraal Station   |                               |

### Streekbussen
| Lijn | Route                                                                                | Bijzonderheden       |
| ---- | ------------------------------------------------------------------------------------ | -------------------- |
| 51   | Almelo – Zenderen – Borne – Hengelo, Centraal Station                                |                      |
| 53   | Hengelo, Centraal Station – Beckum – Stepelo – Haaksbergen – Eibergen                |                      |
| 65   | Tubbergen – Fleringen – Weerselo – Gammelke – Deurningen – Hengelo, Centraal Station | Rijdt niet op zondag |

### Belbussen
| Lijn | Route | Bijzonderheden                  |
| ---- | --- | ------------------------------- |
| 810  | Centraal Station → Berflo Es → Veldwijk → De Waarbeek → Twentekanaal → De Nijverheid → Wilderinkshoek → Woolder Es → Centrum → Centraal Station | Rijdt alleen 's avonds na 20:00 |

## Foto's

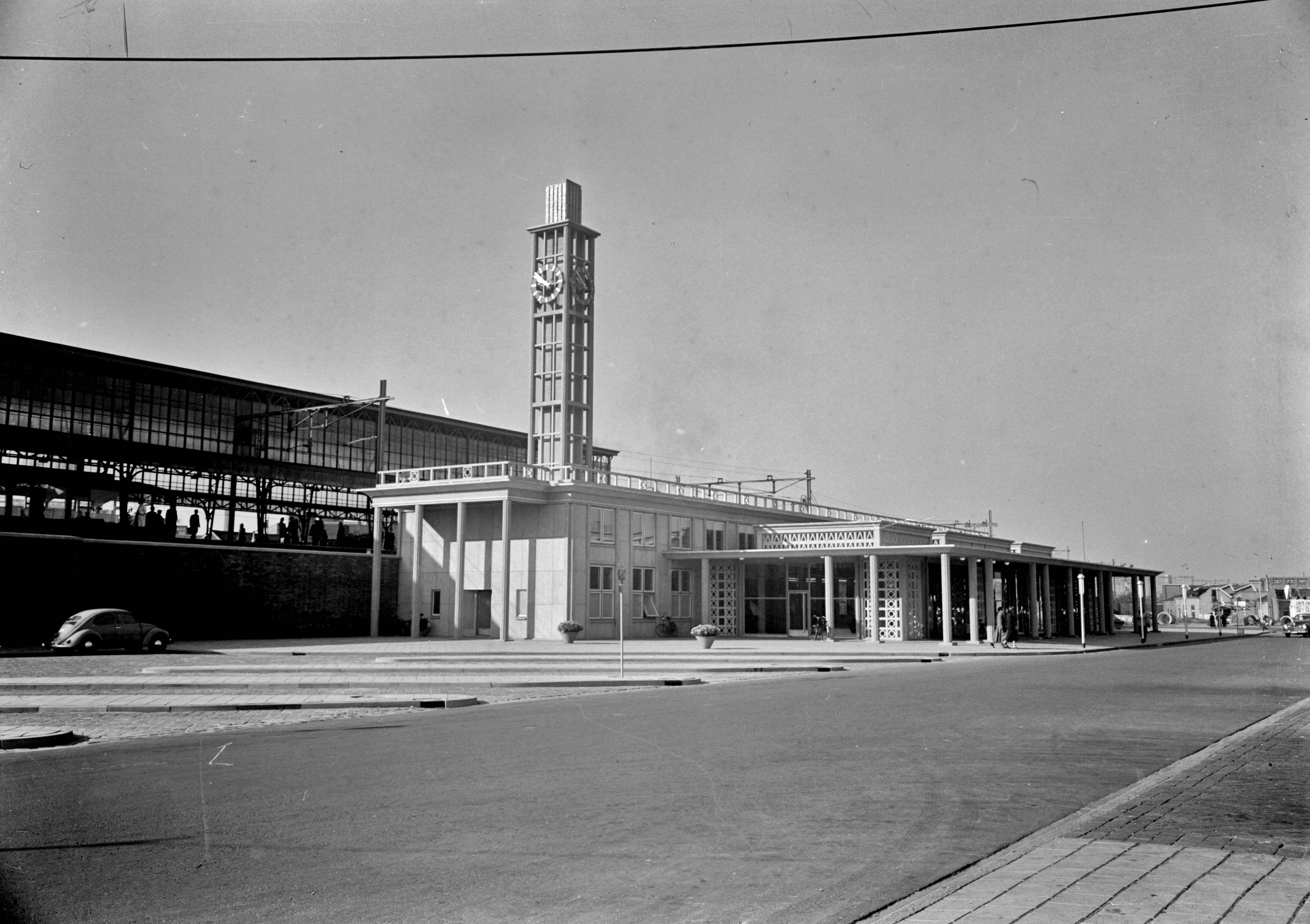
Station in 1951
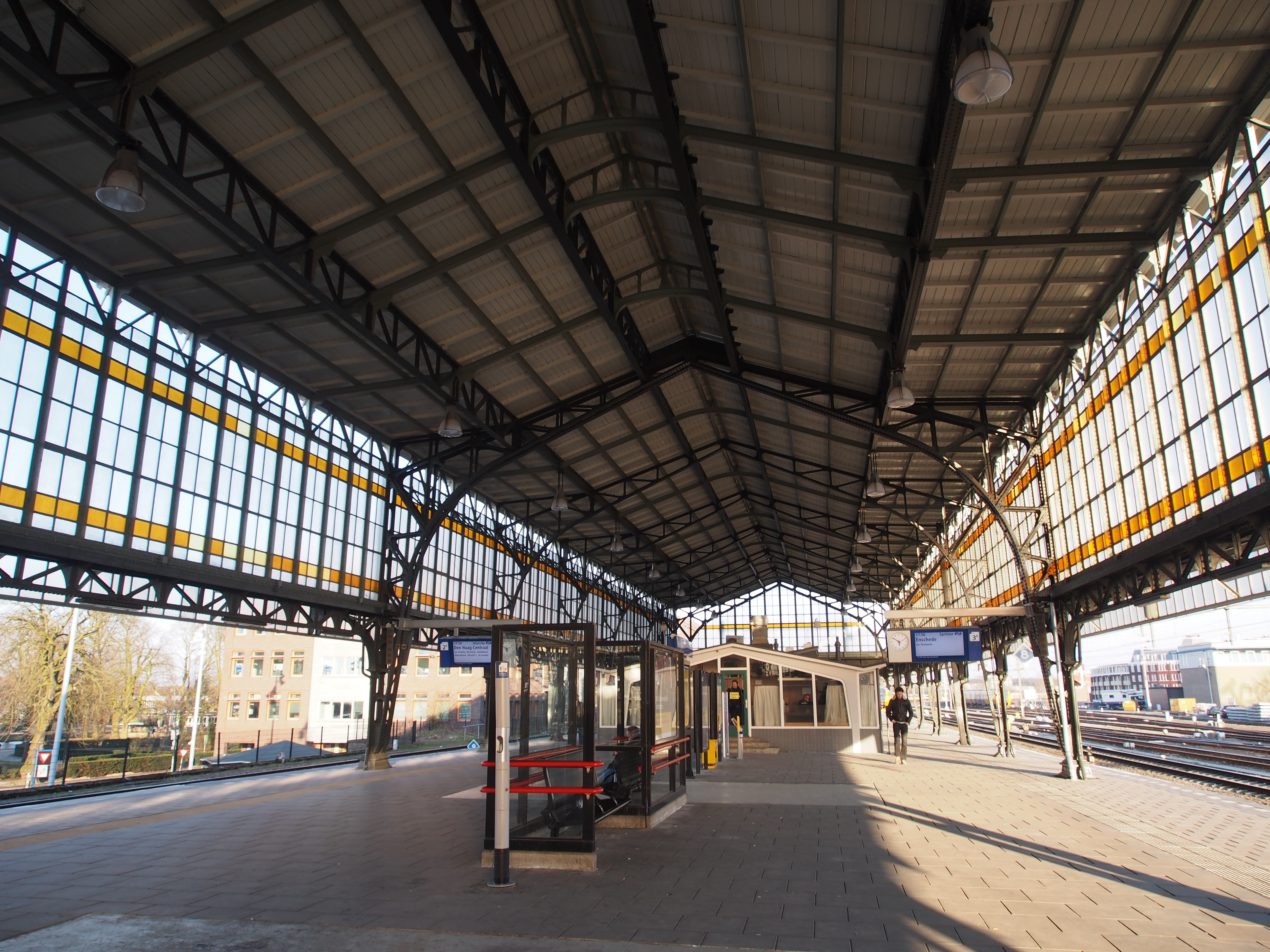
Perronoverkapping van station Hengelo
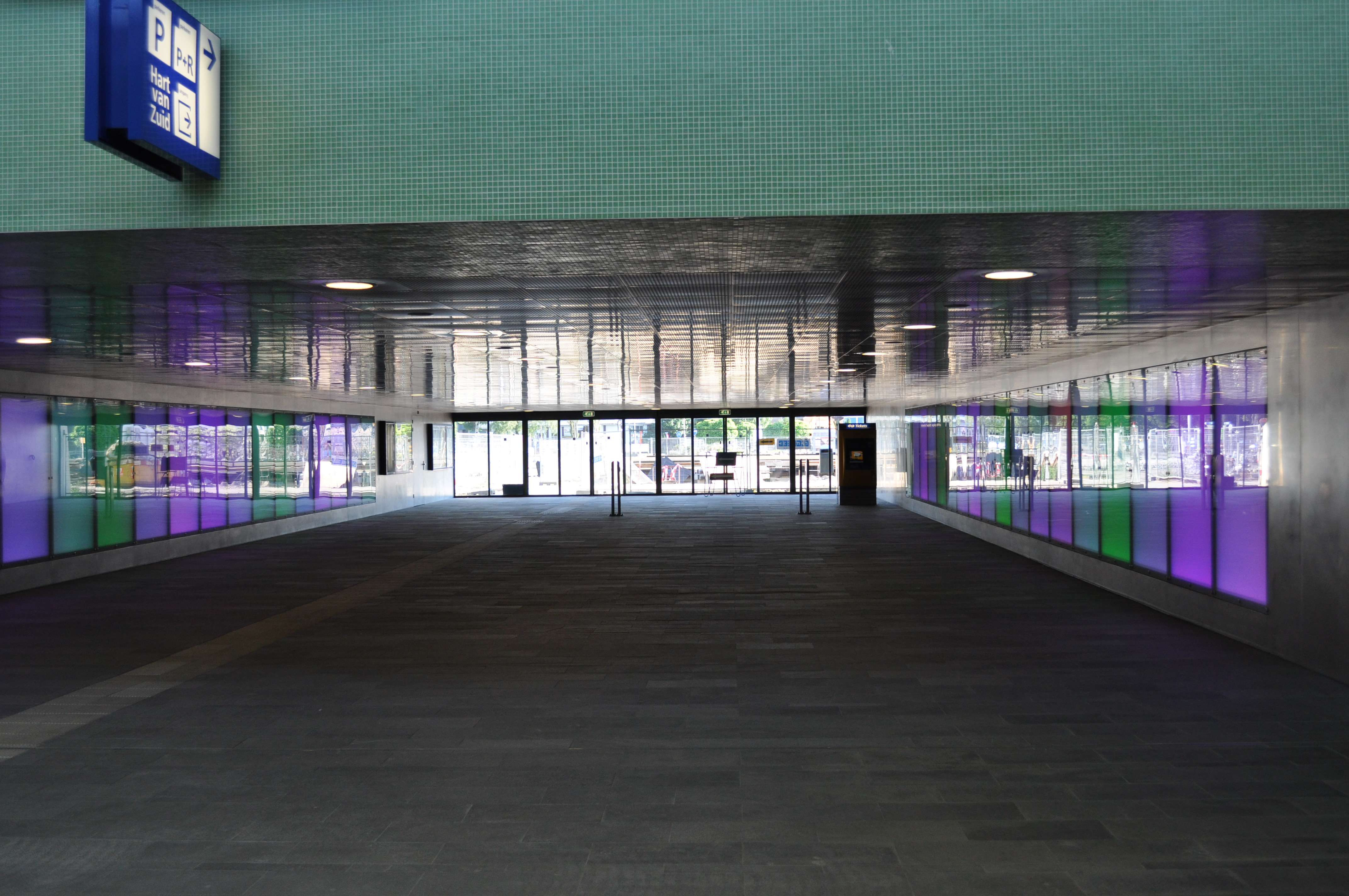
De nieuwe stationstunnel in Hengelo
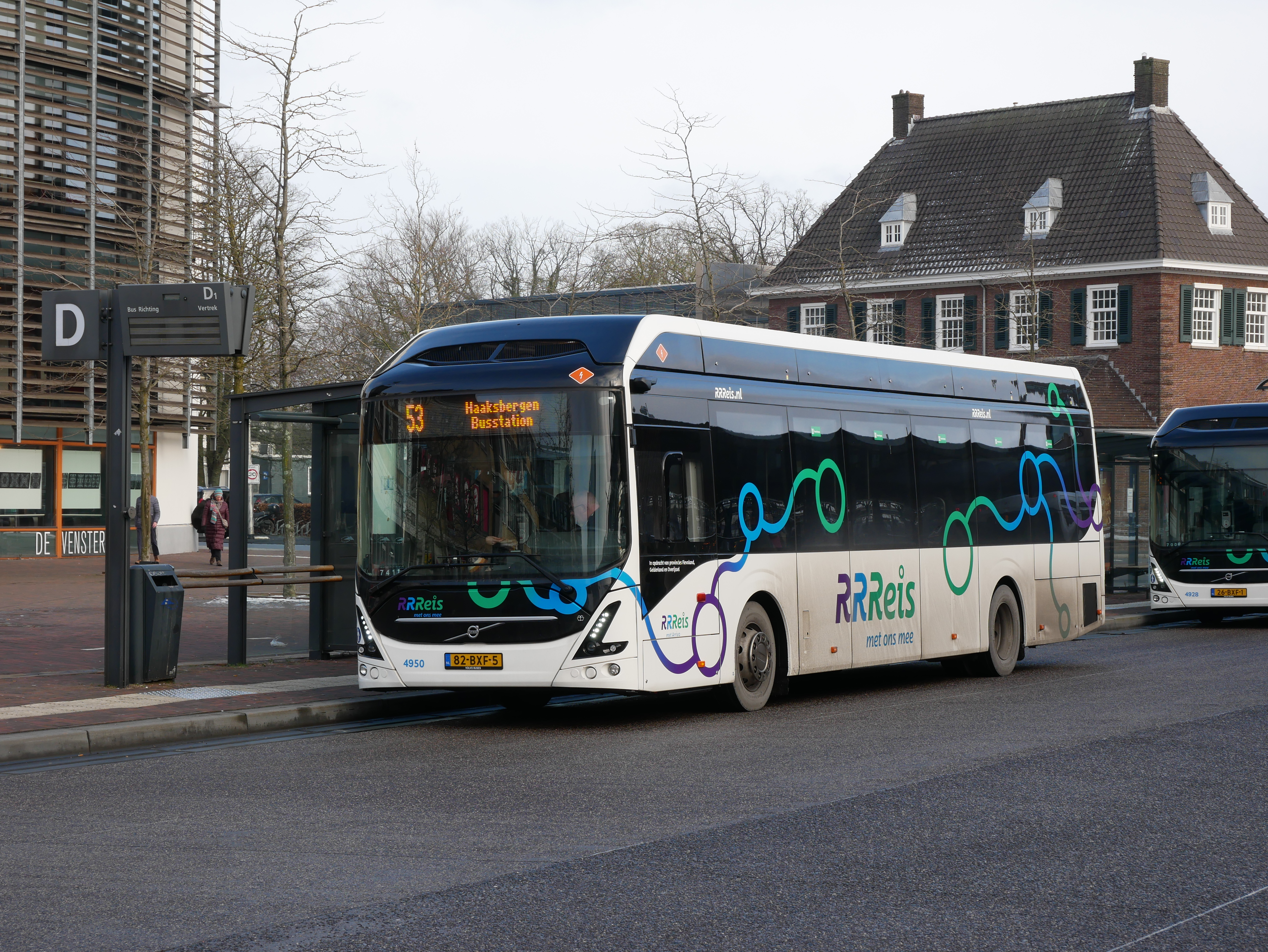
Busstation
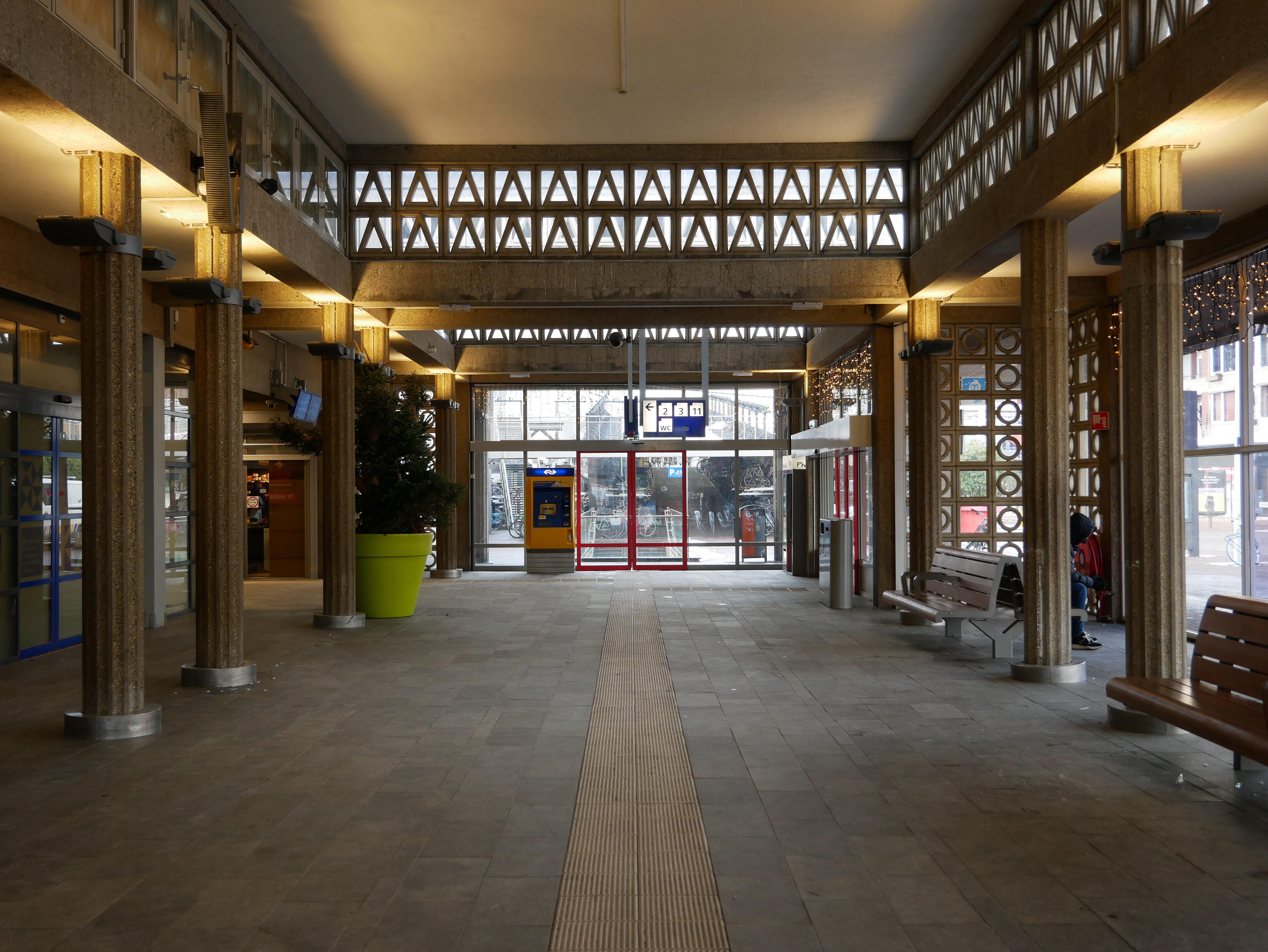
Stationshal

## Ontwikkeling aantal reizigers
Het aantal door NS vervoerde reizigers (per gemiddelde werkdag) ontwikkelde zich sedert 2019 als volgt:
| Jaar | Aantal reizigers |
| ---- | ---------------- |
| 2019 | 7.079            |
| 2020 | 3.176            |
| 2021 | 3.625            |
| 2022 | 5.128            |
| 2023 | 6.088            |
| 2024 | 5.740            |

0: Zutphen ·
0,5: Nieuwstad ·
3,1: Eefde ·
10,2: Laren-Almen ·
16,9: Lochem ·
24,3: Markelo ·
30,1: Goor ·
34,7: Wiene ·
39,7: Delden ·
43,4: Hengelo Gezondheidspark ·
43,8: Tuindorp-Nijverheid ·
45,6: Hengelo ·
46,4: Hengelo FBK stadion ·
47,4: De Waarbeek ·
49,3: Enschede Kennispark ·
53,2: Enschede ·
53,7: Hengeloschestraat ·
54,2: Oldenzaalschestraat ·
57,9: Enschede De Eschmarke ·
59,4: Glanerbrug
0,8: Almelo ·
2,7: Almelo de Riet ·
7,1: Zenderen ·
10,1: Borne ·
15,4: Hengelo ·
Hengelo GOLS ·
17,2: Hengelo Oost ·
26,2: Oldenzaal ·
16,7: Gildehaus ·
13,7: Bad Bentheim ·
Bad Bentheim Nord ·
9,3: Schüttorf ·
0,0: Salzbergen
Almelo · 
-De Riet · 
Borne · 
Daarlerveen · 
Dalfsen · 
Delden · 
Deventer · 
-Colmschate · 
Enschede · 
-De Eschmarke · 
-Kennispark · 
Glanerbrug · 
Goor · 
Gramsbergen · 
Hardenberg · 
Heino · 
Hengelo · 
-Gezondheidspark ·
-Oost · 
Holten · 
Kampen · 
-Zuid ·
Mariënberg · 
Nijverdal · 
Oldenzaal ·
Olst · 
Ommen · 
Raalte ·
Rijssen · 
Steenwijk · 
Vriezenveen · 
Vroomshoop · 
Wierden · 
Wijhe · 
Zwolle · 
-Stadshagen
Stations van de Museum Buurtspoorweg:
Haaksbergen · Zoutindustrie · Boekelo

Voormalige stations: zie de lijst van voormalige spoorwegstations in Overijssel